# Tomislav Huljina
Tomislav Huljina (Karlovac, 24. veljače 1982.) je hrvatski rukometaš. 
Za seniorsku reprezentaciju igrao je na Mediteranskim igrama 2005. godine.